# Нові Олешки
Но́ві Оле́шки — село в Україні, у Горностаївській селищній громаді Каховського району Херсонської області. Населення становить 177 осіб. Клуб. Бібліотека.

## Історія
У лютому 2022 року село тимчасово окуповане російськими військами під час російсько-української війни.

## Населення
Згідно з переписом УРСР 1989 року чисельність наявного населення села становила 229 осіб, з яких 112 чоловіків та 117 жінок.
За переписом населення України 2001 року в селі мешкала 171 особа.

### Мова
Розподіл населення за рідною мовою за даними перепису 2001 року:
| Мова       | Відсоток |
| ---------- | -------- |
| українська | 99,44 %  |
| російська  | 0,56 %   |